# Maj-Britt Nilsson
Maj-Britt Nilsson (Stoccolma, 11 dicembre 1924 – Cannes, 19 dicembre 2006) è stata un'attrice svedese.

## Biografia
Nilsson nacque a Stoccolma e si formò alla scuola di recitazione del Royal Dramatic Theatre.  Ha recitato in tre film di Ingmar Bergman che la resero famosa negli anni Cinquanta: Verso la gioia (1949), Un'estate d'amore (1951) e Donne in attesa (1952).
È apparsa anche nel film in lingua inglese A Matter of Morals (1961), diretto in Svezia da John Cromwell.  
Maj-Britt Nilsson morì a Cannes, in Francia, all'età di 82 anni. La sua morte, avvenuta il 19 dicembre 2006 e resa nota solo in Svezia, fu poi confermata un mese  più tardi, nel gennaio 2007, da Jon Asp, direttore esecutivo della pubblicazione online Ingmar Bergman Face to Face.

## Vita privata
Nel 1951 sposò Per Gerhard, direttore di teatro con cui lavorò per 40 anni e figlio del regista teatrale Karl Gerhard. Dal matrimonio ebbe un figlio, Karl.

## Filmografia parziale
- Resan bort, regia di Alf Sjöberg (1945)
- Verso la gioia, regia di Ingmar Bergman (1949)
- Un'estate d'amore, regia di Ingmar Bergman (1951)
- Donne in attesa, regia di Ingmar Bergman (1952)
- Vildfåglar, regia di Alf Sjöberg (1955)